# Petro Müller
Petro Müller (* 1959 in Fulda) ist ein römisch-katholischer Theologe und Professor für Dogmatik.

## Leben
Er studierte in Würzburg und Rom (1983 Diplom im Fach katholische Theologie). Von 1988 bis 1994 absolvierte er ein nebenberufliches Promotionsstudium an der Universität Würzburg, wobei er als Pfarrer unter anderem in Großlangheim tätig war. Nach der Promotion 1994 zum Doktor der Theologie bei Bernhard Fraling ist er seit 2006 Ökumenebeauftragter der Diözese Würzburg und betreute außerdem die katholischen Gemeinden von Rödelsee und Mainbernheim. Von 2000 bis 2002 absolvierte er ein Habilitationsstudium an der Universität Innsbruck. 
Nach der Habilitation 2003 für das Fach Dogmatik und Dogmengeschichte an der Theologischen Fakultät der Universität Innsbruck bei Lothar Lies (2003 Lehrbefugnis als Universitätsdozent für Dogmatik und Dogmengeschichte) ist er seit 2013 Privatdozent für Dogmatik und Dogmengeschichte an der Universität Würzburg. Seit 2017 lehrt er als außerplanmäßiger Professor für Dogmatik und Dogmengeschichte an der Universität Würzburg. Nach der Diakonenweihe 1984 durch Paul-Werner Scheele
und der Priesterweihe 1985 durch Paul-Werner Scheele ist er seit 2010 Domvikar an der Würzburger Kathedrale und seit 2012 Pfarrvikar in der Pfarreiengemeinschaft Würzburg Innenstadt.

## Schriften (Auswahl)
- Die Antoniuskapelle zu Großlangheim. Schweinfurt 1997, ISBN 3-930285-70-3.
- Gemeinde: Ernstfall von Kirche. Annäherungen an eine historisch und systematisch verkannte Wirklichkeit. Innsbruck 2004, ISBN 3-7022-2581-1.
- Sozialethik für ein neues Deutschland. Die „dritte Idee“ Alfred Delps – ethische Impulse zur Reform der Gesellschaft. Berlin 2007, ISBN 978-3-8258-2322-1.
- Eine kompakte Theologie der Gemeinde. Berlin 2007, ISBN 3-8258-0432-1.
- mit Jürgen Vorndran (Hg.): Festschrift 1000 Jahre Pfarrei St. Johannes in Stift Haug. Würzburg 2015, OCLC 969555623.